# Episodi di The Magicians (seconda stagione)
La seconda stagione della serie televisiva The Magicians, composta da 13 episodi, è stata trasmessa negli Stati Uniti dalla rete via cavo Syfy dal 25 gennaio 2017 al 19 aprile 2017.
In Italia, la stagione è stata resa disponibile il 22 giugno 2017 dal servizio on demand TIMvision.
| nº | Titolo originale                 | Titolo italiano               | Prima TV USA     | Prima TV Italia |
| -- | -------------------------------- | ----------------------------- | ---------------- | --------------- |
| 1  | Knight of Crowns                 | Il cavaliere delle corone     | 25 gennaio 2017  | 22 giugno 2017  |
| 2  | Hotel Spa Potions                | Le pozioni dell'Hotel Spa     | 1 febbraio 2017  | 22 giugno 2017  |
| 3  | Divine Elimination               | Residui divini                | 8 febbraio 2017  | 22 giugno 2017  |
| 4  | The Flying Forest                | La foresta volante            | 15 febbraio 2017 | 22 giugno 2017  |
| 5  | Cheat Day                        | Il giorno della trasgressione | 22 febbraio 2017 | 22 giugno 2017  |
| 6  | The Cock Barrens                 | La radura di Loria            | 1 marzo 2017     | 22 giugno 2017  |
| 7  | Plan B                           | Piano B                       | 8 marzo 2017     | 22 giugno 2017  |
| 8  | Word as Bond                     | Vincolo di parola             | 15 marzo 2017    | 22 giugno 2017  |
| 9  | Lesser Evils                     | Mali minori                   | 22 marzo 2017    | 22 giugno 2017  |
| 10 | The Girl Who Told Time           | La ragazza che diceva l'ora   | 29 marzo 2017    | 22 giugno 2017  |
| 11 | The Rattening                    | La metamorfosi                | 5 aprile 2017    | 22 giugno 2017  |
| 12 | Ramifications                    | Conseguenze                   | 12 aprile 2017   | 22 giugno 2017  |
| 13 | We Have Brought You Little Cakes | Ti abbiamo portato i dolcetti | 19 aprile 2017   | 22 giugno 2017  |

## Il cavaliere delle corone
- Titolo originale: Knight of Crowns
- Diretto da: Chris Fisher
- Scritto da: Sera Gamble

### Trama
Quentin scappa dalla Sorgente per cercare aiuto e arriva nei pressi della casa fatta di dolciumi appartenente a una strega, che acconsente a dargli una mano in cambio di una fiala del suo sangue. Alice esce dal cottage della strega spiegando che ha ancora il potere di Ember, avendo bevuto dalla bottiglietta donata dal dio e ha prontamente guarito i compagni. Il gruppo scopre che la Bestia ha prosciugato la Sorgente. Penny beve dal fiume magico per guarire le sue mani ma offende il custode del fiume che lo maledice. I compagni incontrano il Cavaliere delle Corone, Eliot e Quentin sono incoronati Re e Alice e Margo Regine di Fillory, ma scoprono presto che il regno è in un grave stato di declino. Nel frattempo Julia si fa aiutare dalla Bestia/Martin ad uccidere Reynard la Volpe.

## Le pozioni dell'Hotel Spa
- Titolo originale: Hotel Spa Potions
- Diretto da: Chris Fisher
- Scritto da: John McNamara

### Trama
Quentin, Penny, Alice e Margo fanno ritorno a Brakebills e mostrano l'eserciziario magico trovato in Armeria al decano Fogg, che allerta subito la professoressa Pearl per ritrovare i libri di incantesimi di combattimento, fino ad allora proibiti nella scuola. Martin ha lanciato un maleficio al Castello di Fillory. Martin e Julia cercano un'esca per distruggere Reynard, catturando Marina. Marina non ha intenzione di sacrificarsi, perciò stringe un patto con una strega del territorio vicino. Alice comincia a perdere il potere di Ember, e i ragazzi devono trovare in fretta una soluzione, attraverso una serie di indovinelli della fata Bigby. Marina scopre che la strega con cui si era messa in contatto è stata martoriata da Reynard. Marina chiede a Fogg un posto dove stare al sicuro, ma lui la caccia. I ragazzi vanno in visita da Bigby che dopo un'iniziale riluttanza consegna loro l'incantesimo richiesto. Eliot si prodiga per insegnare le pratiche contadine terrestri. La professoressa Pearl aiuta a sistemare le mani sotto maleficio di Penny. I ragazzi si proteggono facendosi fare un tatuaggio per controllare il cacodemone da loro preso sotto la loro custodia.

## Residui divini
- Titolo originale: Divine Elimination
- Diretto da: John Scott
- Scritto da: Henry Alonso Myers

### Trama
Il gruppo torna a Fillory e aggiorna Eliot sul piano per eliminare la Bestia e salvare il regno, ma il ragazzo comincia a mostrare un comportamento inconsueto, così come Alice, Quentin e Margo. Julia fa invocare Reynard a Marina, ma Martin la porta via perché altrimenti egli non si manifesterebbe, riconoscendo l'odore di lei; Marina si accorge della truffa e se ne va. Penny conclude che i troni sono stati maledetti e organizza un piano per spezzare il maleficio, purtroppo l'antidoto della professoressa Pearl comincia a perdere il suo effetto. Il gruppo comincia il rituale per uccidere la Bestia. Reynard si manifesta nel rifugio di Marina, ma viene immobilizzato da Martin accorso insieme a Julia. Penny si volatilizza al rifugio di Marina per catturare la Bestia, portando con sé anche Julia. Alice non riesce a colpire la Bestia, che scappa via. Egli incontra Ember che lo informa di aver reso inaccessibile la sorgente, cosicché egli non si possa curare. Viene raggiunto da Alice e Quentin. Alice sconfigge la Bestia, ma va fuori controllo e Quentin non ha altra scelta che sferrarle contro il suo cacodemone. Julia torna al rifugio e trova Marina morta.

## La foresta volante
- Titolo originale: The Flying Forest
- Diretto da: Carol Banker
- Scritto da: David Reed

### Trama
Quentin viene sottoposto a un intervento chirurgico multiplo per poter essere guarito. Con Alice morta, i sovrani rimasti sono Eliot e Margo, ma non sembrano all'altezza del loro ruolo. Margo va a cercare una scappatoia per poter far andar via Eliot da Fillory. Creerà un golem. Le condizioni di Fogg peggiorano sempre più. Julia trova Kady. Julia ha ibernato il corpo di Marina. Sul braccio di Marina c'è un codice di un libro di Brakebills. Quentin si risveglia, Penny va all'ospedale dei centauri, le mani di Penny cercano di ucciderlo e lui si rompe le braccia. Quentin vede la dama bianca. Penny chiede a Quentin di tagliare nuovamente le mani. Quentin vuole cacciare la dama bianca per far riportare in vita Alice. Julia va a Brakebills per copiare le formule magiche di un libro riportato nel codice del braccio di Marina. Eliot parla al decano della condizione di vita in due vite. Kady e Julia riportano momentaneamente in vita Marina.

## Il giorno della trasgressione
- Titolo originale : Cheat Day
- Diretto da: Joshua Butler
- Scritto da: Mike Moore

### Trama
Quentin abbandona la magia per un lavoro aziendale nel mondo non magico. Emily, ex studentessa di Brakebills che ha lasciato la magia dopo una disastrosa relazione con un professore, fa amicizia con Quentin. Penny non è in grado di eseguire la magia con le sue mani e torna a Majakovskij per chiedere aiuto. È stato rivelato che Majakovskij era l'amante di Emily e come tale è stato bandito in Antartide. Quentin ed Emily si ubriacano e usano la magia dell'illusione per mascherarsi rispettivamente da Mayakovsky e Alice e finiscono a letto insieme. Julia scopre di essere incinta di Reynard e tenta di interrompere la gravidanza; tuttavia, il feto si protegge magicamente costringendo il medico di Julia a suicidarsi. Eliot apprende che Fen è incinta e sopravvive a un tentativo di omicidio da parte di Baelor, un membro di Fillorians United, un'organizzazione dedita alla caccia dei terrestri da Fillory. Contro le obiezioni di Margo, Eliot risparmia la vita di Baelor e chiede il suo consiglio su come governare Fillory. Fen va a parlare con Baelor e si scopre che è un membro di Fillorians United inviato per infiltrarsi nella corte di Eliot.

## La radura di Loria
- Titolo originale: The Cock Barrens
- Diretto da: Kate Woods
- Scritto da: Noga Landau

### Trama
Quentin inizia a vedere le apparizioni di Alice. Con la sua guida, convince i genitori di Alice ad aiutarlo a lanciare un incantesimo per porre l'anima a riposo. Niffin Alice appare quindi in carne, rivelando che il Cacodemon non l'ha uccisa ma l'ha imprigionata nel corpo di Quentin. Il Principe Ess del Regno di Loria, il cui regno sta fallendo, visita Eliot e Margo con una proposta per condividere la magia della fonte e sposare Margo. Quando Margo rifiuta, Ess teleporta il castello Filloriano a Loria. Julia scopre chi bandì dalla terra Reynard e così si presenta a casa di una signora, Dana dove viene imprigionata. Dana le dice che deve tenere il figlio di Reynard, poiché può essere bandito solo usando l'energia magica generata dalla nascita del bambino. Kady salva Julia. Margo seduce Ess e finisce per accettare di sposarlo. Penny viaggia per Loria alla ricerca del castello. Quando non riesce a trovarlo, realizza che effettivamente ha camuffato magicamente la sua posizione originale e ha creato l'illusione che Loria stesse morendo. Margo dichiara guerra a Loria in risposta all'inganno di Ess.

## Piano B
- Titolo originale: Plan B
- Diretto da: Chris Fisher
- Scritto da: Christina Strain

### Trama
Quentin inizia a cercare come trasformare Niffin Alice in un umano. Julia si informa con Kady per abortire e trovano due ragazze asiatiche macellaie esorciste che chiedono un milione di dollari. Eliot e Margo si rendono conto che Fillory è in bancarotta; per ottenere i fondi necessari, i tre si uniscono a Quentin, Kady e Penny per rapinare una banca protetta magicamente. Durante la rapina, Penny è intrappolato all'interno del caveau di una banca, e Quentin è costretto a permettere a Niffin Alice di possedere il suo corpo per 30 minuti ogni giorno in cambio del suo aiuto per liberare Penny. Il golem di Eliot viene ucciso, causando al vero Eliot convulsioni. L'esorcismo di Julia ha successo, ma Kady le dice che ci furono delle complicazioni.

## Vincolo di parola
- Titolo originale: Word As Bond
- Diretto da: James L. Conway
- Scritto da: Sera Gamble

### Trama
L'esorcismo di Julia ha rimosso la sua ombra, lasciandola amorale, spericolata ed emotivamente distaccata. Quentin cerca di capire cosa sta facendo Niffin Alice quando ha il controllo del suo corpo. Alla fine lei lo porta a chiamare un prete Niffin che ha il segreto di fuggire alle trappole Niffin. Il prete si rifiuta di insegnare a Niffin Alice il segreto finché non si libera da Quentin, e dice a Quentin che il suo corpo non può sopportare lo stress di contenerla. Margo e Julia negoziano con una driade per il diritto di spostare le truppe filloriane attraverso una foresta senziente. La Driade viene insultata dal fatto che Eliot (che è in coma) ha mandato delle donne al suo posto e si rifiuta. Più tardi, Julia ritorna al Dryad con un'offerta di tributo trappola, che distrugge la foresta. Questo fa infuriare tutte le piante senzienti su Fillory, così Margo imprigiona Julia nelle segrete. Quentin, Penny e Kady tentano di identificare il figlio di Dana di Reynard, sperando di usare il suo potere per bandire Reynard; tuttavia la sua identità è tenuta segreta dagli incantesimi di Dana. Penny firma un contratto di servitù permanente con i bibliotecari in cambio di un libro contenente il nome del figlio di Dana. Penny legge la mente di Quentin e apprende che Niffin Alice è intrappolata all'interno.

## Mali minori
- Titolo originale: Lesser Evils
- Diretto da: Rebecca Johnson
- Scritto da: Elle Lipson e John McNamara

### Trama
Eliot combatte contro il Re Idri di Loria. Fen gli dà una spada incantata per migliorare le sue possibilità di vittoria. Julia, Kady e Penny rapiscono il figlio di Reynard, il senatore John Gaines e lo portano a Brakebills. Reynard entra in Brakebills alla ricerca di Gaines. Julia sacrifica Quentin a Reynard, progettando di costringerlo a rilasciare Niffin Alice per uccidere Reynard; tuttavia il piano fallisce. Gaines si arrende a Reynard e partono insieme. Durante il duello di Eliot, la Wellspring fallisce, facendo fallire anche la spada incantata. Per salvare Eliot, Margo fa un accordo con le fate per ripristinare la fonte in cambio del figlio di Eliot e Fen, senza la conoscenza di Fen. Eliot ritorna, annunciando che ha posto fine alla guerra accettando di sposare Idri e condividere la sorgente con Loria. Kady, inorridita dalle azioni di Julia, l'ha fatta imprigionare. Quentin libera Niffin Alice.

## La ragazza che diceva l'ora
- Titolo originale: The Girl Who Told Time
- Diretto da: Joshua Butler
- Scritto da: Noga Landau e Henry Alonso Myers

### Trama
Quentin incontra l'anima di Julia in una visione. Depresso dai suoi bassi voti di approvazione tra la popolazione, Eliot scopre che Fillorians United sta progettando di assassinarlo durante il suo matrimonio con Re Idri. Manda Josh al quartier generale di Fillorians United per dar loro una pozione che lo farà adorare. Fen viene rapito dalle Fate. Per saperne di più sulle ombre, Dean Fogg e Julia hanno lanciato un incantesimo che consente a Quentin di parlare con una Alice da una timeline alternativa che ha ricercato ossessivamente le ombre. Alice dice a Quentin che le ombre risiedono negli Inferi e che gli Antichi controllano l'accesso agli Inferi. Julia scopre che gli Antichi sono draghi. Kady cerca invano nella Biblioteca delle Terre del Nord un incantesimo per uccidere un dio. Penny inizia il suo lavoro con i Bibliotecari recuperando un libro in ritardo da un Mago di nome Harriet. La maledizione di Harriet costringe uno dei Bibliotecari a uccidersi per proteggere la Camera Velenosa, un magazzino per libri con conoscenza proibita. Harriet lascia a Kady un messaggio che la Camera Velenosa ha un libro con un incantesimo che uccide Dio.

## La metamorfosi
- Titolo originale: The Rattening
- Diretto da: James L. Conway
- Scritto da: Mike Moore

### Trama
Quentin e Julia danno ad un drago la chiave per Fillory per accedere agli Inferi. Gaines è disgustato dai suoi poteri di controllo mentale e si alleerà con Kady contro Reynard. Penny cerca di leggere il libro della vita del capo bibliotecario per imparare come entrare nella stanza velenosa, ma trova che il libro stesso è conservato nella stanza veleno. Un altro bibliotecario, Sylvia, si offre volontario per aiutarlo a entrare nella stanza velenosa. In Guglia Bianca, le persone, incluso Re Idri, si stanno misteriosamente trasformando in topi. Mentre cerca di scoprire la causa, Eliot scopre l'accordo che Margo ha fatto con le Fate e la fa imprigionare. Con l'aiuto di una pozione, Margo si teletrasporta nel Regno delle Fate per cercare Fen. Eliot si ritrova improvvisamente sulla Terra e suppone che Fillory l'abbia espulso. Quentin e Julia incontrano il defunto Richard, che li aiuta a localizzare l'area abitata dalle ombre. Quentin e Julia fuggono dagli Inferi, Julia decide all'ultimo minuto di portare l'ombra di Alice con loro al posto della sua ombra.

## Conseguenze
- Titolo originale: Ramifications
- Diretto da: Chris Fisher
- Scritto da: David Reed e Christina Strain

### Trama
Quentin, Julia e Mayakovsky riesumano Alice usando la sua ombra, tuttavia Alice si sente offesa e furibonda ricordando la libertà di essere un Niffin. In assenza di Eliot e Margo, Josh diventa il Grande Re di Fillory. Margo gli appare in una visione e chiede di trovare un modo per riportarla dal regno delle fate. Furioso per la scomparsa di suo padre, Ess attacca Josh; dopo aver sottomesso Ess e i suoi uomini, Josh si reca personalmente al Fata Reame. Quentin ed Eliot cercano un orologio che sia un portale permanente per Fillory. Scoprono che il proprietario dell'orologio è Umber, fratello di Ember, che credeva morto, ma sotto mentite spoglie. Umber dice loro che Fillory non può essere salvato, ma dà loro l'orologio. Penny e Sylvia recuperano il libro con l'incantesimo, ma Sylvia rimane intrappolata nella sala e solo Penny si salva. Gaines costringe Kady a sacrificarlo e raccogliere la sua energia magica in modo che possano distruggere Reynard. Julia e Kady evocano Reynard, ma prima che Julia possa ucciderlo, Persefone appare e le chiede di non fare del male a suo figlio; Reynard. Julia lo risparmia e Persefone le dà la sua ombra in segno di gratitudine.

## Ti abbiamo portato i dolcetti
- Titolo originale: We Have Brought You Little Cakes
- Diretto da: Chris Fisher
- Scritto da: Sera Gamble e John McNamara

### Trama
Alice ha problemi dopo essere tornata ancora umana. Margo e Josh incontrano la Regina delle Fate. Umber teletrasporta Quentin nel nuovo che mondo che sta cercando di costruire. Nel frattempo a Fillory si sta svolgendo una cerimonia con Ember, così quando Julia arriva, scuote la palla di vetro di Umber con dentro Quentin, liberandoli. Umber ed Ember ora si trovano faccia a faccia e comincia un duro scontro, dove i due si insultano pesantemente ed Ember attacca e uccide Umber. Julia, dopo l'incantesimo che le permette di trasformare qualsiasi oggetto in metallo per uccidere un Dio, forgia una spada cosi che Quentin possa uccidere Ember. Con la morte di Ember, le conseguenze sono tragiche; un idraulico interrompe la magia nei due mondi, così da impedire di usare la magia. Due mesi dopo, senza magia, a Brakebills si può solo studiare. Il prete Niffin avverte Alice che quando era lei Niffin fece un torto molto grave a una creatura che ora la sta cercando, la Lampreda. Fillory sta per essere invaso da un esercito di Fate. Julia incontra Quentin per mostrargli una cosa fantastica, da tenere al segreto.